# Tunduma
Tunduma ist eine Stadt im Südwesten von Tansania an der Grenze zu Sambia.

## Geographie
Tunduma ist mit über 200.000 Einwohnern (Stand 2022) die größte Stadt der Region Songwe. Die Fläche des Stadtgebietes beträgt 87,5 Quadratkilometer. Direkt hinter der Grenze im Südwesten liegt die sambische Stadt Nakonde.
Tunduma liegt 1623 Meter über dem Meer und hat tropisches Klima – ein Aw-Klima nach der effektiven Klimaklassifikation. Die Niederschläge von durchschnittlich 1000 Millimetern im Jahr fallen größtenteils in den Monaten November bis April, die Monate Juni bis September sind sehr trocken. Die Jahresdurchschnittstemperatur beträgt 20,5 Grad Celsius, am wärmsten ist es im Oktober mit 22,3 und am kühlsten im Juli mit 18,8 Grad Celsius.
| Mehr als dreißig Prozent der Bevölkerung sind jünger als zehn Jahre, mehr als die Hälfte ist unter zwanzig Jahre alt. Das Geschlechterverhältnis beträgt 100:92, das heißt auf 100 Frauen kommen 92 Männer. Die Einwohnerzahl stieg von 51.792 bei der Volkszählung 2002 auf 97.562 im Jahr 2012. Dies entspricht einem jährlichen Wachstum von über sechs Prozent und bedeutet, dass sich die Bevölkerung alle elf Jahre verdoppelt. Im Jahr 2012 sprachen zwei Drittel der über Zehnjährigen Swahili, fast zwanzig Prozent Englisch und Swahili, weniger als dreizehn Prozent waren Analphabeten. | Hier fehlt eine Grafik, die leider im Moment aus technischen Gründen nicht angezeigt werden kann. Wir arbeiten daran! |

## Wirtschaft und Infrastruktur
Von den rund 65.000 über Zehnjährigen waren im Jahr 2012 etwa 57 Prozent beschäftigt, zwölf Prozent arbeiteten im Haushalt und 24 Prozent besuchten eine Schule. Von den 37.000 Beschäftigten arbeiteten viele im Handel, 22 Prozent als Verkäufer und 18 Prozent als Straßenhändler. Dreizehn Prozent waren Landwirte und jeweils neun Prozent Handwerker und Techniker.
Im August 1973 erreichte die TAZARA-Eisenbahnlinie die Stadt Tunduma, 990 Bahnkilometer von Daressalam entfernt. Die Fahrzeit mit dem wöchentlichen Expresszug von Daressalam nach Tunduma beträgt rund 24 Stunden. Güterzüge benötigen für die Fahrt von Daressalam nach Kapiri Mposhi in Sambia vier Tage.
Tunduma ist der Endpunkt der Nationalstraße T1, die von Daressalaam über Morogoro, Iringa und Mbeya nach Sambia führt. Die Straße ist Teil des Kairo-Gaborone-Kapstadt-Highway, der auch Trans-African-Highway 4 genannt wird. Der Grenzübergang Tunduma – Nakonde ist der mit Abstand wichtigste Grenzübergang zwischen dem östlichen und dem südlichen Afrika.
|  | Hier fehlt eine Grafik, die leider im Moment aus technischen Gründen nicht angezeigt werden kann. Wir arbeiten daran! |

## Politik
In Tunduma wird alle fünf Jahre ein Stadtrat (Town council) gewählt. Diesem unterstehen die fünf Ausschüsse für
- Finanzen und Planung,
- Wirtschaft, Bau und Umwelt,
- Bildung, Gesundheit und Wasser,
- AIDS und die
- Ethikkommission.

Ein Geschäftsführer, der ebenso dem Stadtrat verantwortlich ist, führt die Tagesgeschäfte.